# Boule bretonne
 (avril 2025).
Si vous disposez d'ouvrages ou d'articles de référence ou si vous connaissez des sites web de qualité traitant du thème abordé ici, merci de compléter l'article en donnant les références utiles à sa vérifiabilité et en les liant à la section « Notes et références ».
La boule bretonne est un sport populaire en Bretagne qui s'apparente plus à  la boule lyonnaise qu'à la pétanque. La principale caractéristique de la boule bretonne est la grande variété dans sa pratique. Bien qu’ayant la même base, il existe plusieurs variantes de la boule bretonne : la boule bretonne du Morbihan, la boule bretonne des Côtes-d’Armor et la boule bretonne à un plomb.
La boule bretonne du Morbihan est inscrite à l'inventaire du patrimoine culturel immatériel en France.

## Histoire
Au VIe siècle av. J.-C., les joueurs appelaient cette pratique la « sphéristique », du nom de la pierre sphérique que
lançaient les Grecs. Puis le jeu fut pratiqué par les Romains, mais il prit surtout de l’ampleur chez les
Gaulois. C’est cependant aux Romains que l'on doit l’apparition du but du jeu actuel, le « but » dont il fallait s'approcher le plus près possible pour être le meilleur.

### Moyen Âge
Dès le Moyen Âge, le « jeu de grosses boules » est très populaire en France, au point que le 23 mai 1369 Charles V « fit défense à ses sujets de se livrer au jeu de boules » sous peine d'une amende de quarante sous parisis, de façon qu'ils s'adonnent à des sports plus directement utiles pour la guerre. La Bretagne ne fait alors pas partie de la France et le jeu de boules y reste populaire.

### Pratique actuelle
En léger déclin aujourd'hui, la boule bretonne reste un loisir très convivial. On dénombre aujourd'hui neuf sociétés dans le Morbihan : Lanester, Auray, Theix-Noyalo, Vannes, Questembert, Locminé, Lorient, Pontivy et Lochrist qui participent au championnat départemental en quadrettes.
La boule bretonne dénombre dans le département d'Ille-et-Vilaine une quinzaine de club pratiquant régulièrement, trois d'entre eux sont fédérés à la Fédération Nationale des Sports en Milieu Rural. Ils pratiquent des rencontres conformes au règlement national de la fédération.

## Fabrication des boules
Les premières boules, souvent réalisées par les sabotiers étaient en frêne, en orme, en hêtre ou en buis, mais elles avaient tendance à s'ovaliser, se fendre, voire éclater. L'utilisation du gaïac par la marine à voile fournit aux tourneurs un matériau dur et solide. La terre cuite a également été utilisée. Depuis les années 1960, on trouve des boules en résine. 
Les diamètres varient de 9 à 14 cm et la masse de 500 g à 2 kg. Les boules peuvent être lestées par un plomb qui a pour effet de décentrer fortement leur centre de gravité et de permettre par des trajectoires courbes de contourner les obstacles constitués par les autres boules. Le plombage est traditionnellement presque systématique dans la plus grande partie du Finistère et interdit dans les Côtes-d'Armor. Le cochonnet s'appelle le petit ou le maître. Le règlement autorise actuellement des boules de 92 à 110 mm de diamètre et de 600 g à 1 kg.

## Règles
Le terrain pouvait être un pré en herbe, une aire à battre, un chemin creux, une cour. Au cours du XXe siècle, des allées en terre battue de deux à trois mètres de large et de quinze à vingt mètres de long entourées d'une bordure en bois se sont répandues dans tous les cafés. On peut utiliser le rebond sur la bordure latérale mais pas sur celle de fond (les boules ont le droit de revenir jusqu'à un mètre du fond, au-delà elles sont sorties du jeu). 
La boule bretonne se joue généralement en équipes, dont la durée de vie est au moins d'une saison et qui survivent à la défection éventuelle de leurs membres.
Les comités départementaux viennent récemment[Quand ?] d'interdire la pratique du sous-main, afin d'harmoniser la pratique de la boule bretonne, on tire désormais à main ouverte (à poc). Parmi les nouvelles mesures, on notera également la réduction de la longueur des jeux à 18 mètres et la limite aux deux tiers des jeux. Ces mesures ont toutes pour but d'apporter du spectacle à la boule. L'objectif principal pour les années à venir[Quand ?] sera d'amener plus de boulistes dans les boulodromes.

## Variantes régionales
- Boule plombée du pays de Morlaix
- Boule bretonne des Côtes-d'Armor
- Boule bretonne à un plomb joué dans le Finistère